# Castillo de Galisteo
El castillo de Galisteo es una edificación defensiva cuyos orígenes se remontan al siglo XIII. Se encuentra en la localidad de Galisteo, municipio español situado a unos ochenta km de Cáceres, capital de la provincia del mismo nombre, en la comunidad autónoma de Extremadura, a medio camino entre las ciudades de Plasencia y Coria, distando de ellas 20 y 25 km respectivamente. Pertenece al partido judicial de Plasencia. Es zona muy fértil de regadío desde el embalsamiento de las aguas por el embalse de Gabriel y Galán.

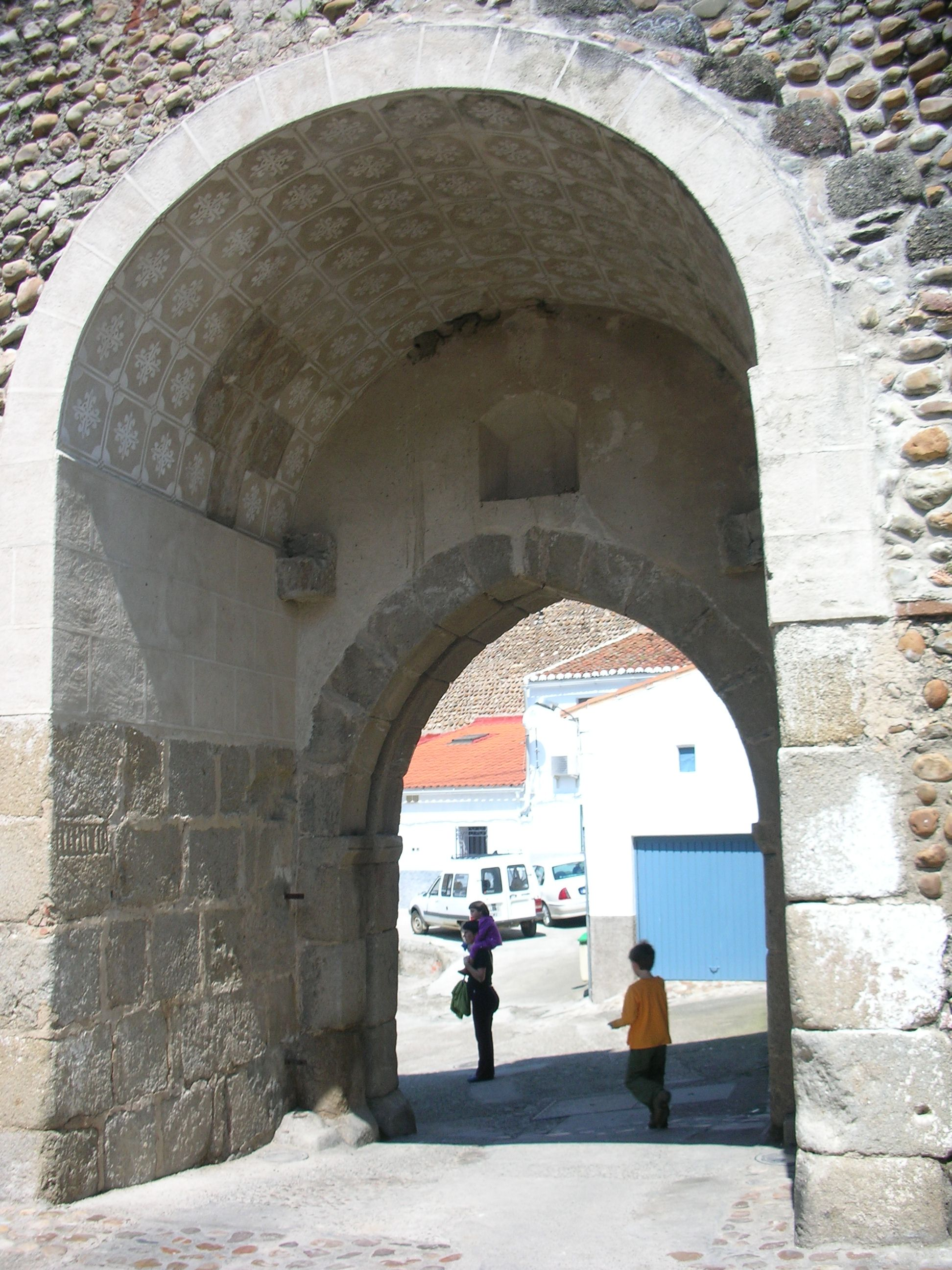
Una de las puertas de la muralla de Galisteo.

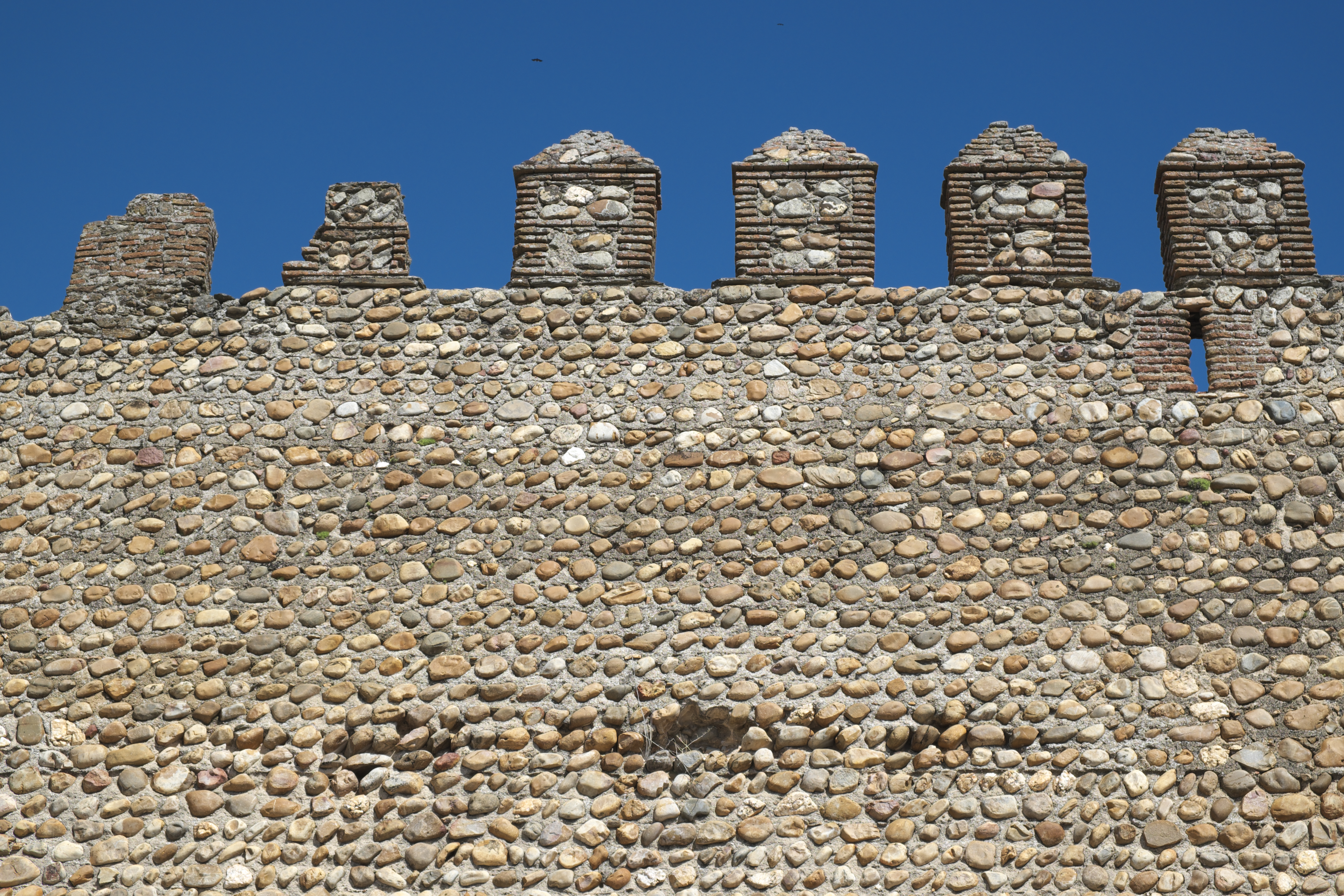
Muralla con almenas en Galisteo.

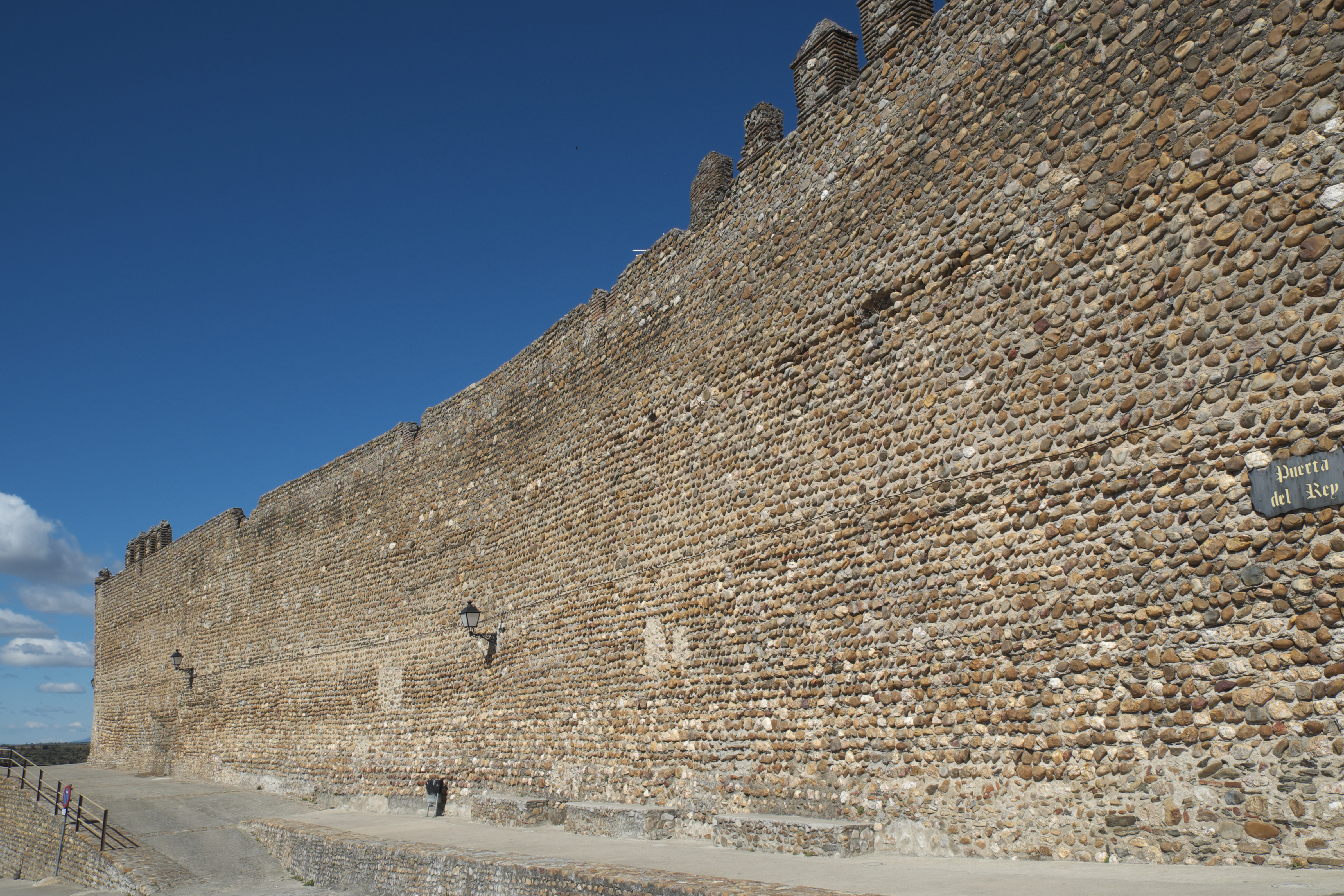
Muralla de Galisteo.

La localidad, cuyos orígenes se remontan a las épocas romana y árabe, vivió una gran época de esplendor entre 1229 y 1837, cuando fue la villa capital del Señorío de Galisteo, en cuyo territorio se encontraban aldeas como Pozuelo de Zarzón, Guijo de Galisteo, Montehermoso y Carcaboso.

## Historia inicial
Sobre Galisteo hay distintas versiones que, con relativa seguridad, afirman que los primitivos moradores de Rusticiana, al multiplicarse, como el sitio donde estaba emplazada no reunía condiciones de seguridad para defenderse, se congregaron estableciendo un "castro" o montículo donde actualmente está Galisteo. Pero se desconocen que nombre dieran a este campamento.
La existencia de «Rusticiana» es clara, pues al construir Publio Licinio Craso, an el año 95 a. C. la Vía Lata o Calzada romana, llamada también Vía de la Plata que según algunos historiadores partía de  César Augusta en Zaragoza y llegaba a  Colonia Iulia Augusta Emerita (Mérida), otros aseguran, ya que Publio Licinio Craso era pretor romano en Lusitania, que arrancaba de  Mérida, y en su trayecto hasta Vicus Coecilius,el actual Baños de Montemayor donde se bifurcaba, existían mansiones de gran importancia tales como  Ad Soroes, «Castra Coecilia» junto a Cáceres,  Ad Túrmulus, «Rusticiana», en las proximidades de Galisteo, Caperra (Ventas de Cáparra) y  Vicus Coecilius. En estos lugares se cambiaban los tiros de caballos para seguir la marcha sin tener que hacer paradas largas.
Aunque haya algunas lagunas en la existencia de Galisteo antes de la expansión cristiana, la fundación debió hacerse tras la campaña de reconquista llevada a cabo por Alfonso IX en las tierras próximas al río Tajo ya que aparece mencionada desde los comienzos del siglo XIII, poco después de la conquista de Alcántara con motivo del establecimiento de los límites de esta localidad que realizó el propio rey.

## Murallas
Las murallas de Galisteo tienen la peculiaridad de estar construidas con canto rodado, si bien resulta lógico en esta muralla pues, además de ser un material duro era barato y duradero pues solamente había que traerlas del muy cercano río Jerte que está a los pies del pueblo. Su trazado es muy irregular pues se adapta a las condiciones topográficas de la meseta donde está asentado. No tiene torres adosadas y la defensa se basaba en las almenas rematadas de forma piramidal de las cuales, algunas son visibles en la actualidad. Algunas puertas, como la de Santa María, situada frente a la Iglesia, que combina con dos arcos, uno de granito y otro, apuntado, de ladrillo con una «buhedera» que no es sino una especie de matacán. Tiene la pecularidad de que, adosada, por la parte interior, hay una doble escalera en ángulo, de cuyo vértice arranca otra escalera que da acceso al campanario. La segunda puente, la «de la Villa», llamada también «del Río», y de «las Angustias», tiene una disposición defensiva muy peculuar ya que su plano es perpendicular a la muralla, similar en cierto grado a la entrada «en recodo» que tiene gran capacidad defensiva. A la izquierda y antes de pasar la puerta, junto a ella misma, se construyó en el siglo XVIII, una pequeña ermita, que se denominó de «las Angustias», con un torreón y su campana, sobre la muralla. La tercera es la «puerta del Rey», abierta en un amplio y bien conservado lienzo de muralla, muestra un deteriorado escudo de los Manriques de Lara en su parte externa y superior, tan desgastado que es imposible reconocer sus armas; es más modesta y sencilla. Esta puerta fue siempre la principal de acceso y salida y de ella partió la primera carretera que se construyó para ir a  Plasencia. Hay otra puerta, la «del Palacio», que era para uso exclusivo de los habitantes del palacio. És más antigua que la mansión erigida por el  II duque de Galisteo, «García Fernández Manrique de Lara». La longitud total del perímetro del recinto amurallado es de 1.200 metros.

## Castillo

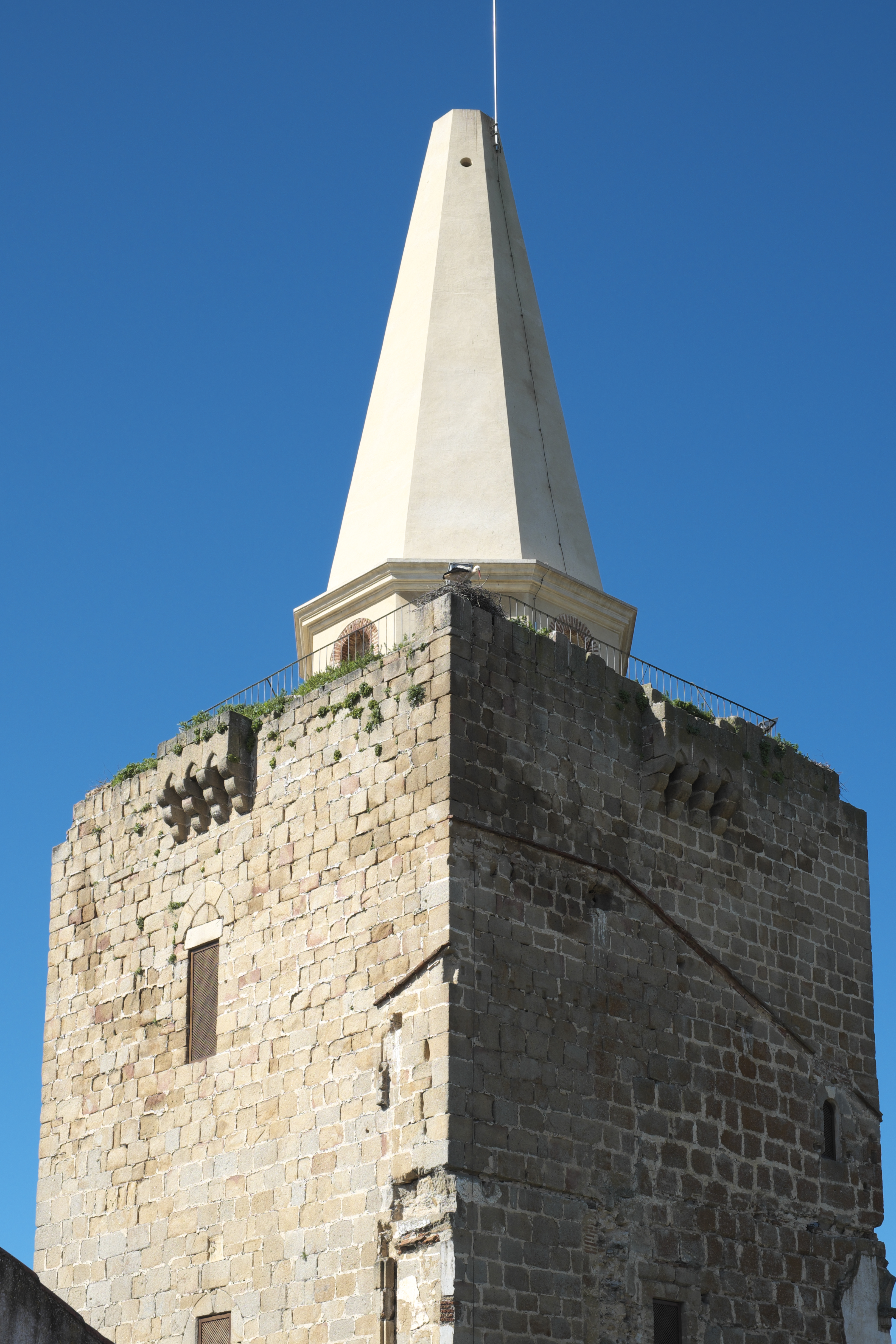
La Picota. Galisteo.

En el año 1429  Juan II concede el Señorío de Galisteo a don García Fernández Manrique, Conde de Osorno. De palacio-fortaleza que era en un principio, solo se conserva la torre que es del siglo XV y la portada del palacio, del siglo XVI. Tiene los elementos defensivos de la época, con  matacanes. Se remató en lo alto con un cuerpo de ladrillo coronado por un elevado capitel. La persona relevante de este castillo, que fue el cabeza de familia durante casi la primera mitad del siglo XVI fue García Fernández Manrique de Lara y Toledo, conde de Osorno y primer duque de Galisteo. Ocupó puestos de relevante importancia durante el reinado de  Carlos V e hizo gran cantidad de obras en Galisteo como fue el puente sobre el río Jerte de lo que dejó constancia poniendo una placa en el templete que lo remata donde aparece su nombre y el año de 1546. En el año 1506, Manrique de Lara fortificó también la iglesia de Galisteo.
El destino del edificio cambió a principios del siglo XVI. En el año 1510 se casó García Fernández Manrique de Lara, conde de Osorno y primer duque de Galisteo, con «María de Luna», cuyas armas están en el arco ascarzano de la puerta de acceso, lo que hace pensar a los historiadores que este matrimonio fue el detonante del cambio llevado a cabo en el palacio.